# 利克克里克鎮區 (阿肯色州利特爾里弗縣)
利克克里克鎮區（英語：Lick Creek Township）是位於美國阿肯色州利特爾里弗縣的一個行政鎮區。

## 地方資料
利克克里克鎮區的面積為85.50平方千米，當中陸地面積為85.03平方千米，而水域面積為0.47平方千米。根據2010年美國人口普查的數據，當地共有人口415人，而人口密度為每平方千米4.85人。